# Eresia phillyra
Eresia phillyra är en fjärilsart som beskrevs av William Chapman Hewitson 1852. Eresia phillyra ingår i släktet Eresia och familjen praktfjärilar. Inga underarter finns listade i Catalogue of Life.

## Bildgalleri

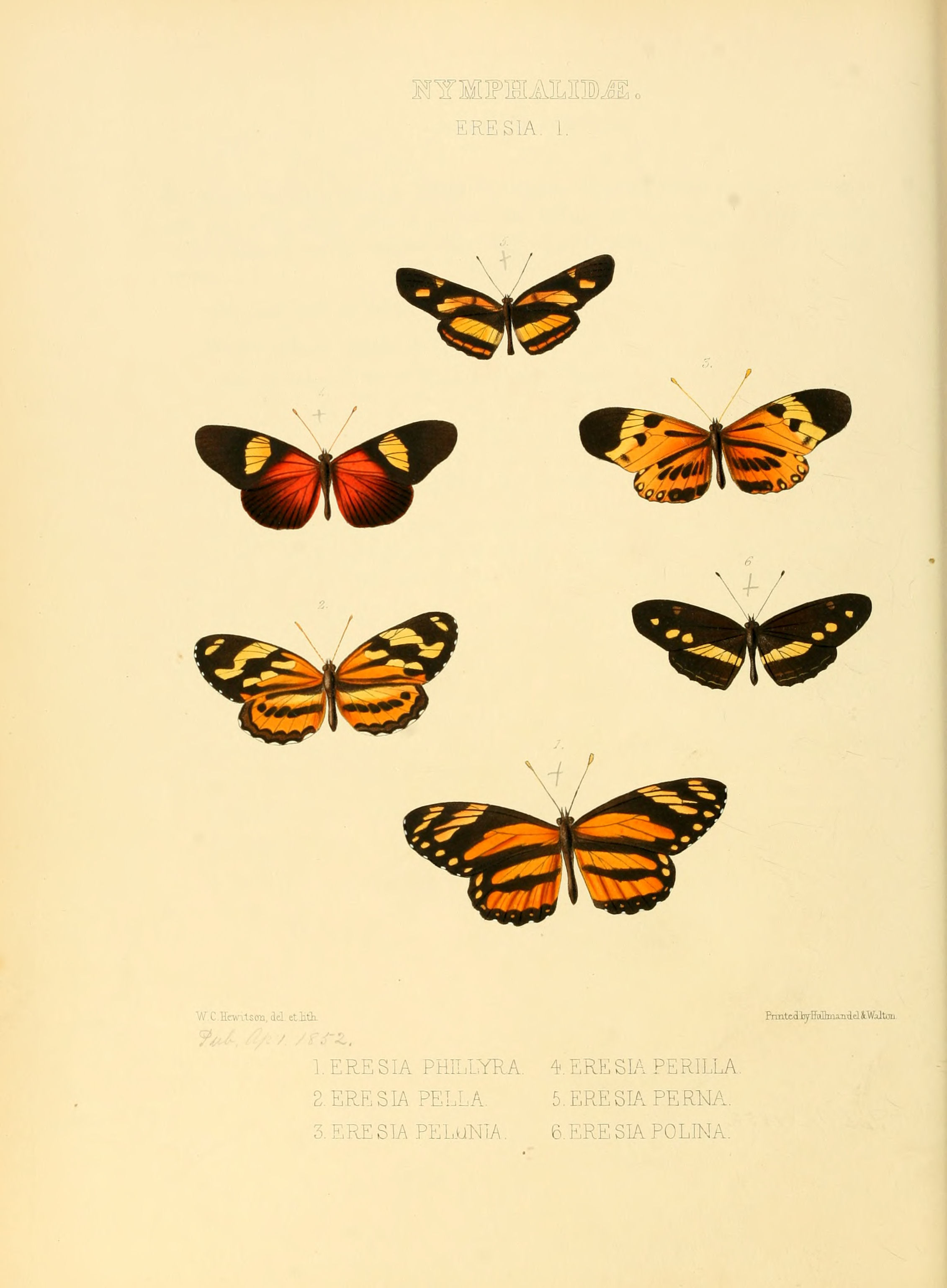
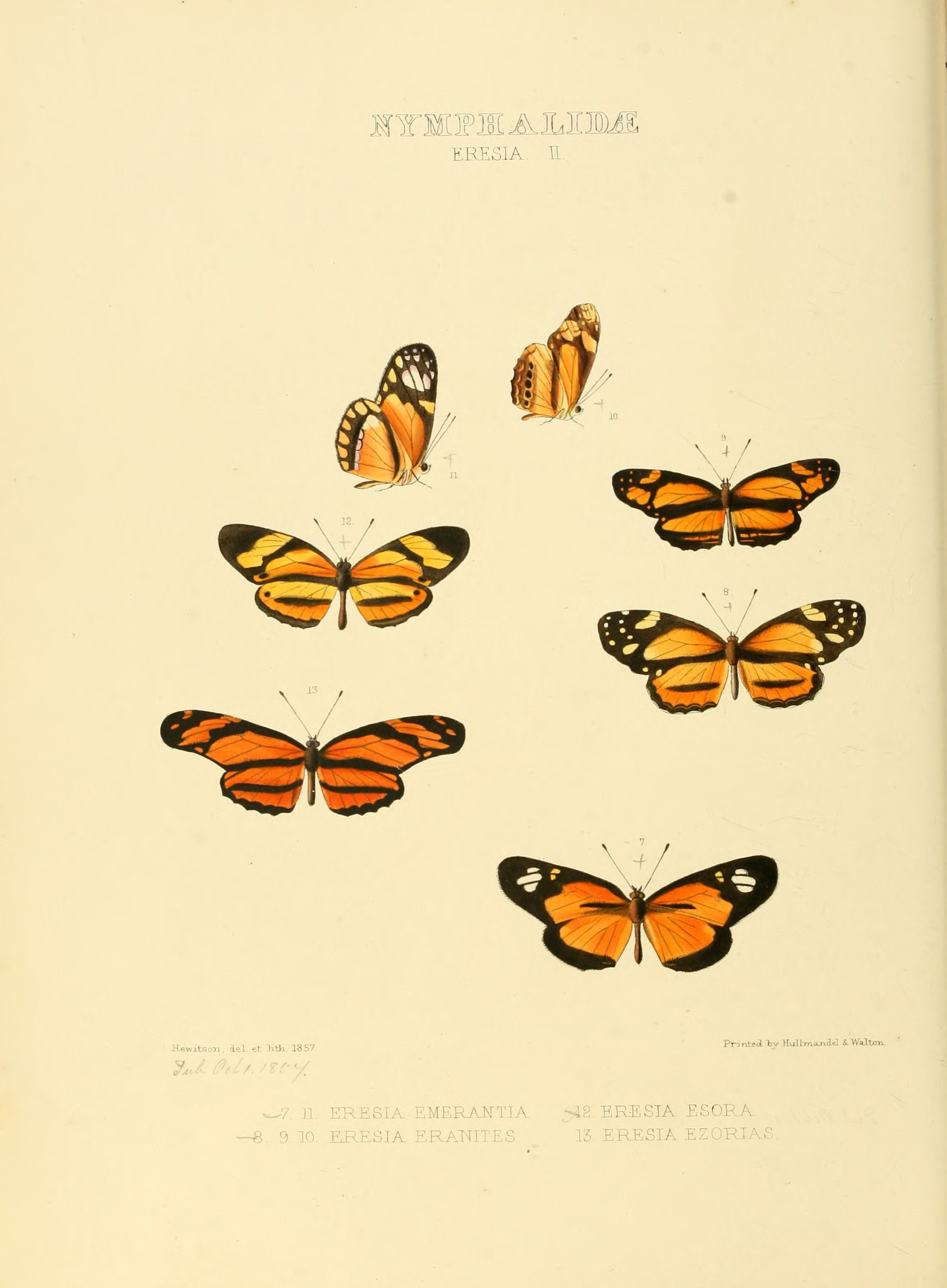